# Li Qian (tennistavolista)
Li Qian (Baoding, 30 luglio 1986) è una tennistavolista cinese naturalizzata polacca.

## Carriera
Li Qian ha conseguito la cittadinanza polacca nel novembre 2007, e agli inizi dell'anno seguente è diventata la prima tennistavolista polacca a disputare il Top-12 a Francoforte sul Meno perdendo in finale contro l'olandese Li Jiao. 
Reduce dalla sua prima Olimpiade disputata a Pechino 2008, nel 2009 è stata vicecampionessa europea a squadre. Ha vinto la medaglia di bronzo nel doppio ai Mondiali di Suzhou 2015 ed è stata campionessa europea nel singolo ad Alicante 2018.

## Palmarès
- Mondiali

Suzhou 2015: bronzo nel doppio.
- Europei

Stoccarda 2009: argento a squadre.
Ostrava 2010: bronzo a squadre.
Danzica-Sopot 2011: bronzo nel singolo.
Alicante 2018: oro nel singolo.